# Le Lys et la Pourpre
Le Lys et la Pourpre est un roman de Robert Merle, le dixième volume de la série historique Fortune de France, centré sur les années 1626 et 1627.

## Intrigue
Le héros, Pierre-Emmanuel de Siorac est l'un des hommes de confiance de Louis XIII. Pour avoir pris part à l'assassinat de Concini, le roi lui accorde le comté d'Orbieu. Il entre également au Conseil du roi en tant que référent pour les relations internationales. À ce titre il assiste à l'entrée du cardinal Richelieu dans ce Conseil et à sa nomination ministérielle. Il contribue à déjouer le complot contre le cardinal et le roi ourdi par le frère de ce dernier Gaston et sa femme Anne d'Autriche. La guerre contre les huguenots reprenant, il assiste au siège de l'île de Ré mené par les Anglais. En effet ceux-ci se sont alliés aux huguenots qui se sont fortifiés dans La Rochelle.